# Gyula Hajszán
Gyula Hajszán (Sopron, 9 ottobre 1961) è un ex calciatore ungherese, di ruolo centrocampista.

## Palmarès

### Club

#### Competizioni nazionali
- Campionato ungherese: 2

Gyori ETO: 1981-1982, 1982-1983